# Ösztradiol
Az ösztradiol (INN: estradiol) (17β-ösztradiol) egy női nemi hormon. Férfiakban is jelen van, ez a fő humán ösztrogén hormon. Az ösztradiolnak kulcsfontosságú szerepe van a nemi és reproduktív működésben, de más szervekre is hat, például a csontokra.

## Hatásai

### Női nemi működés
Az ösztradiol a petefészek érő tüszőiben, a corpus luteumban, a placentában és a szubkutan zsírszövetben, férfiaknál kis mennyiségben a herékben is termelődik.
Szintézisét a menstruáció megindulása (menarche) és a menopauza közti időben a hipofízis hormona szabályozza.
Az ösztradiol, elsősorban az ovárium follikuluszaiban képződik. Nagymértékben felelős a női urogenitális rendszer és a másodlagos nemi jellegek kialakulásáért és fennmaradásáért. A menopauza után, amikor a petefészkek működése leáll, csak kis mennyiségben képződik az aromatizáló enzimek hatására adroszténdion, ill. még kisebb mértékben a tesztoszteron aromatizációján keresztül ösztradiol és ösztron. Az ösztron a 17 -hidroxiszteroid dehidrogenáz hatására tovább alakul ösztradiollá. A zsír-, máj- és izomszövetben mindkét enzim megtalálható.
Az ösztrogének befolyásolják a hipofízis gonadotropinkibocsátását, ami hozzájárul az ovárium ciklikus működésének kialakulásához. Az ösztrogének ciklikus változásokat idéznek elő a méhben és a hozzá társuló szervek működésében, befolyásolják az endometrium proliferációját, a cervix és a vagina ciklushoz kötött változását, biztosítják a szöveti tónus megtartását és az urogenitalis traktus rugalmasságát.
Mint minden szteroid hormon, az ösztrogének is intracellulárisan fejtik ki metabolikus hatásaikat. A célszervek sejtjeibe bejutva specifikus receptorokhoz kötődnek, az ily módon keletkező receptor-hormon komplex módosítja a géntranszkripciót, és az ezt követő fehérjeszintézist. Különböző szervekben (pl. a hipotalamuszban, az agyalapi mirigyben, a hüvelyben, a húgycsőben, a méhben, az emlőben és a májban, valamint az osteoblasztokban) azonosítottak ilyen intracelluláris szteroidreceptorokat.
Nőkben az ösztradiol növekedési hormonként hat a nemi szervek szöveteiben, fenntartja a hüvely, a méhnyak mirigyei, az endometrium és a petevezeték nyálkahártyáját. Elősegíti a myometrium növekedését. Az ösztradiol szükséges az oociták fenntartásához a petefészekben. A menstruációs ciklus során az ösztradiol, melyet a növekvő follikulus termel, pozitív visszacsatolás segítségével kiváltja azokat a hipotalamuszi-hipofízisi eseményeket, amelyek a luteinizáló hormonszint megemelkedését okozzák, amely kiváltja az ovulációt. A luteális fázisban az ösztradiol, a progeszteronnal együttműködve felkészíti az endometriumot a petesejt beágyazódására. Terhesség alatt megnő az ösztradiolszint, mivel a placenta is termelni kezdi.
Az ösztradiol a metabolikus folyamatokat is befolyásolja, pl. csökkenti az LDL-koleszterin és emeli a HDL- koleszterin és triglicerid szinteket. Fokozza az SHBG (nemihormon kötő globulin) és a CBG (kortikoszteroid kötő globulin) kötő kapacitást. Csökkenti az FSH és az LH szintet. A lipid anyagcserét és az érfalak állapotát pozitívan befolyásolják, valamint a coronariák megbetegedésének megelőzésében is szerepük van.
A vagina, az urethra és a hólyag epitheljére proliferáló hatást gyakorol. Az ösztrogén az emlőkben stimulálja a tejjáratok és -mirigyek növekedését.
Fokozza az epidermiszsejtek proliferációját, a kollagén- és a hialuronsav-szintézist és növeli a bőr és a támasztószövet elaszticitását. A csontok ösztrogénhiány miatt történő lebomlását az osteoclastok működésének gátlásán és az osteoblaszt-funkció aktiválásán, valamint a kalciumretenció és -reszorpció javításán keresztül gátolja.
Az ösztradiol fokozza az extracelluláris nátrium- és vízretenciót.

### Menopauza
Az ösztradiol különböző mértékben szekretálódik a menstruációs ciklus során. Az endometrium nagyon érzékeny az ösztradiolra, amely szabályozza a méhnyálkahártya proliferációját a ciklus follicularis fázisa alatt, és a progeszteronnal együtt szekréciós változásokat indukál a luteális fázisban. Menopausa idején az ösztradiol termelődés szabálytalanná válik és esetenként szünetel is.
Sok nőben a petefészek ösztradiol termelésének megszűnése vazomotoros tüneteket (hőhullámokat), alvászavarokat idéz elő, továbbá az urogenitális rendszer progresszív atrofiáját, megnövekedett csontállomány-vesztést. A cardiovascularis betegségek növekvő gyakorisága is az ösztrogénhiánnyal függ össze. E rendellenességek zöme ösztrogénpótló kezeléssel megszüntethető. Azt is kimutatták, hogy hormonpótló kezeléssel, vagy ösztrogének alkalmazásával megelőzhető a bőr menopauza után bekövetkező elvékonyodása.
A menopausában az ováriumok nem funkcionálnak, és az ösztron konverziójával a májban és a zsírszövetben csak csekély mennyiségű ösztradiol termelődik.
A menopauzát kísérő ösztrogénhiány a csont fokozott átépülésével és a csonttömeg csökkenésével jár. Az ösztradiol fontos szerepet játszik a csonttömeg megtartásában és az oszteoporózis miatt bekövetkező csonttörések megelőzésében.

### Csontok
Az ösztradiolkiválasztás hiánya jelentős csontvesztéshez vezet és posztmenopauzában levő nők nagy részénél alakul ki – leginkább a gerincen. A hormonpótló kezelés kimutatottan megelőzi a csont ásványi anyagainak elvesztését és így az oszteoporózist.
Úgy tűnik, hogy a védelem addig hatásos, amíg a kezelés folyik. A hormonpótló kezelés abbahagyása után a csonttömeg ugyanolyan ütemben fogy, mint a nem kezelt nők esetében.
Az ösztrogénnek jelentős hatása van a csontképződésre is. Ösztradiol hiányában a csontok hosszabbak lesznek az átlagosnál, mivel az epifízis később záródik. A csontok szerkezete is más, korábban fellép az osteopenia és oszteoporózis. A menopauzás nőknél a csökkent ösztrogéntermelés miatt csökkenni kezd a csonttömeg.

### Onkogén
Az ösztrogén onkogénnek tekinthető, mivel fenntart bizonyos ráktípusokat, főként a mellrákot és a méhnyálkahártya rákjait. Ezen kívül néhány jóindulatú nőgyógyászati állapot is ösztrogénfüggő, például az endometriózis, a méhfibróma (leiomyoma uteri) és a méhvérzés.
Mivel az ösztrogének fokozzák az endometrium növekedését, az önmagukban alkalmazott ösztrogének megnövelik az endometrium hyperplasia és rák veszélyét.

## Terápia

### Hormonpótló kezelés
Ha az alacsony ösztradiolszintnek súlyos mellékhatásai vannak például menopauzás nőknél, hormonpótló kezelés javallott. Ilyenkor általában Progeszterinnel kombinálják a kezelést.
Meddőséget is lehet ösztrogénekkel kezelni, abban az esetben ha a méhnyak vagy a méhnyálkahártya rendellenesen fejlődik.
Az ösztrogénterápiát alkalmazzák a női hormonszint fenntartásához transznemű nőknél is.

### Hormonális fogamzásgátlás
Az ösztradiol szintetikus formája az etinilösztradiol, a hormonális fogamzásgátló szerek fő alkotórésze. A kombinált hormonális fogamzásgátló szerek etinilösztradiolt és progesztint tartalmaznak, melyek a GnRH, LH és follikuluszstimuláló hormon (FSH) termelését gátolják. Ezen hormonok gátlása felelős a születésszabályozási módszerek hatásáért, amely meggátolja az ovulációt és a terhességet. Más hormonális fogamzásgátló szerek csak progesztineket tartalmaznak és nem tartalmaznak etinilösztradiolt.

### Gyógyszerkönyvi anyagok
A VIII. Magyar Gyógyszerkönyvben az alábbiak hivatalosak:
| Ösztradiol-benzoát    | Estradioli benzoas       |
| Ösztradiol-hemihidrát | Estradiolum hemihydricum |
| Ösztradiol-valerát    | Estradioli valeras       |

## Készítmények
- Activelle
- Alpicort F
- Angeliq
- Calidiol
- Climen 28
- Dermestril tapasz (Magyarországon forgalmazzák, megy közgyógyellátásra)
- Diane 35 (megszűnt)
- Divigel (Magyarországon forgalmazzák)
- Divina
- Estracomb TTS tapasz
- Estradiol
- Estraderm TTS tapasz
- Estragest TTS tapasz
- Estramon tapasz
- Estrapatch tapasz
- Estrimax (Magyarországon forgalmazzák, szakorvosi javaslatra háziorvos által közgyógyellátásra terhére felírható, hamarosan megszűnik)
- Estrofem (Magyarországon forgalmazzák, szakorvosi javaslatra háziorvos által közgyógyellátásra terhére felírható, hamarosan megszűnik)
- Femoston
- Femseven tapasz
- Indivina
- Klimonorm
- Kliogest
- Lanzetto (Magyarországon forgalmazzák)
- Linoladiol
- Oestrogel
- Pausogest (Magyarországon forgalmazzák)
- Triaklim
- Trisequens N
- Tulita
- Vagifem
- Yadine

## Mellékhatások
Az ösztradiol kezelés mellékhatásai lehetnek:
- uterus vérzés
- mell érzékenysége
- hányinger
- hányás
- cholestasis
- migrén